# Дубах, Александр Давыдович
Александр Давыдович Дубах (09.07.1883 — 21.04.1942) — советский учёный в области мелиорации и гидрологии, академик Академии наук Белорусской ССР (1928 г.).

## Биография
Родился 9 июля 1883 года в д. Ботово Волоколамского уезда Московской губернии в семье сыровара, уроженца Швейцарии.
Окончил Московский сельскохозяйственный институт (1908).
В 1908−1910 гг. техник, инженер-гидротехник в Московско-Тверском, Минском, Могилевском губернских управлениях земледелия и государственных имуществ, занимался осушением лесных и сельскохозяйственных земель.
В 1917—1920 гг. доцент кафедры лесного инженерного искусства Новоалександрийского института сельского хозяйства и лесоводства (Харьков), читал курс гидротехнической мелиорации лесных земель. В 1920—1924 гг. — профессор, заведующий кафедрой сельскохозяйственной мелиорации Горыгорецкого земледельческого института.
В 1924 г. основал кафедру сельскохозяйственной мелиорации в составе землеустроительного факультета Воронежского СХИ и до 1927 г. ею заведовал.
Заведующий отделом Белорусского научно-исследовательского института сельского и лесного хозяйства им. В. И. Ленина (1927—1930), председатель научно-технического совета при Наркомземе БССР (1925—1930).
В 1927—1930 и 1933—1942 гг. заведующий кафедрой Ленинградской лесотехнической академии.
Профессор (1921), доктор сельскохозяйственных наук (1926), академик Академии наук Белорусской ССР (1928).
Арестован 25 октября 1930 г. по делу Трудовой крестьянской партии, обвинен во вредительской деятельности и этапирован в Москву, где содержался под стражей. 6 декабря 1930 г. постановлением СНК БССР лишен звания академика. Реабилитирован 29 апреля 1932 г. Повторно арестован 31 августа 1937 г. Постановлением УНКВД Ленинградской области от 29 сентября 1937 г. дело в отношении А. Д. Дубаха производством прекращено за отсутствием в процессе расследования достаточных данных для привлечения к ответственности. Восстановлен в звании академика в 1978 г.
В декабре 1941 г., будучи тяжело больным, вместе с женой и дочерью эвакуирован из блокадного Ленинграда в Свердловск, где в следующем году умер. Посмертно награждён медалью «За оборону Ленинграда».

## Вклад в науку
Научные интересы: лесная гидрология болот, влияние леса на речной сток, анализ закономерностей формирования водного режима болот. Автор более 70 научных работ, в том числе 14 монографий. Книги: